# Lia Wälti
Lia Joëlle Wälti (Langnau im Emmental, 19 aprile 1993) è una calciatrice svizzera, centrocampista dell'Arsenal e capitana della nazionale svizzera.

## Carriera

### Club
Wälti si avvicina al calcio fin da piccola, condividendo la passione con il padre, il quale, dall'età di 8 anni la avvia alla carriera nella formazione giovanile mista dell'FC Langnau da lui allenata. Nel 2007 viene accettata dal Credit Suisse Football Academy di Huttwil, il centro sportivo nazionale gestito dalla Federcalcio svizzera, dove rimane per sei mesi prima di trasferirsi alla squadra del Team Bern-West. Durante questo periodo ha inoltre giocato nella squadra di sviluppo giovanile del Köniz.
Nel 2009 si trasferisce allo Young Boys di Berna, giocando inizialmente nella squadra giovanile mista Under-16 prima di passare, l'anno successivo, alla squadra femminile venendo inserita nella prima squadra iscritta alla Lega Nazionale A.
Con lo YB rimane 4 stagioni, diventando capitano della squadra nella stagione 2012-2013 e vincendo, al termine del campionato 2010-2011, il titolo di Campionessa di Svizzera, il primo per lei e l'undicesimo, a dieci stagioni dall'ultimo, per la società. Grazie a questo risultato Wälti ha l'occasione per debuttare in UEFA Women's Champions League nella stagione 2011-2012, disputando tutti i tre incontri del gruppo A nella fase preliminare di qualificazione, dove segna una delle 7 reti inflitte alle moldave del Goliador Chișinău, e i due dei sedicesimi entrambi persi con le danesi del Fortuna Hjørring, andando ancora a rete aprendo le marcature nell'incontro di ritorno in trasferta, terminato poi 2-1 per le padrone di casa.

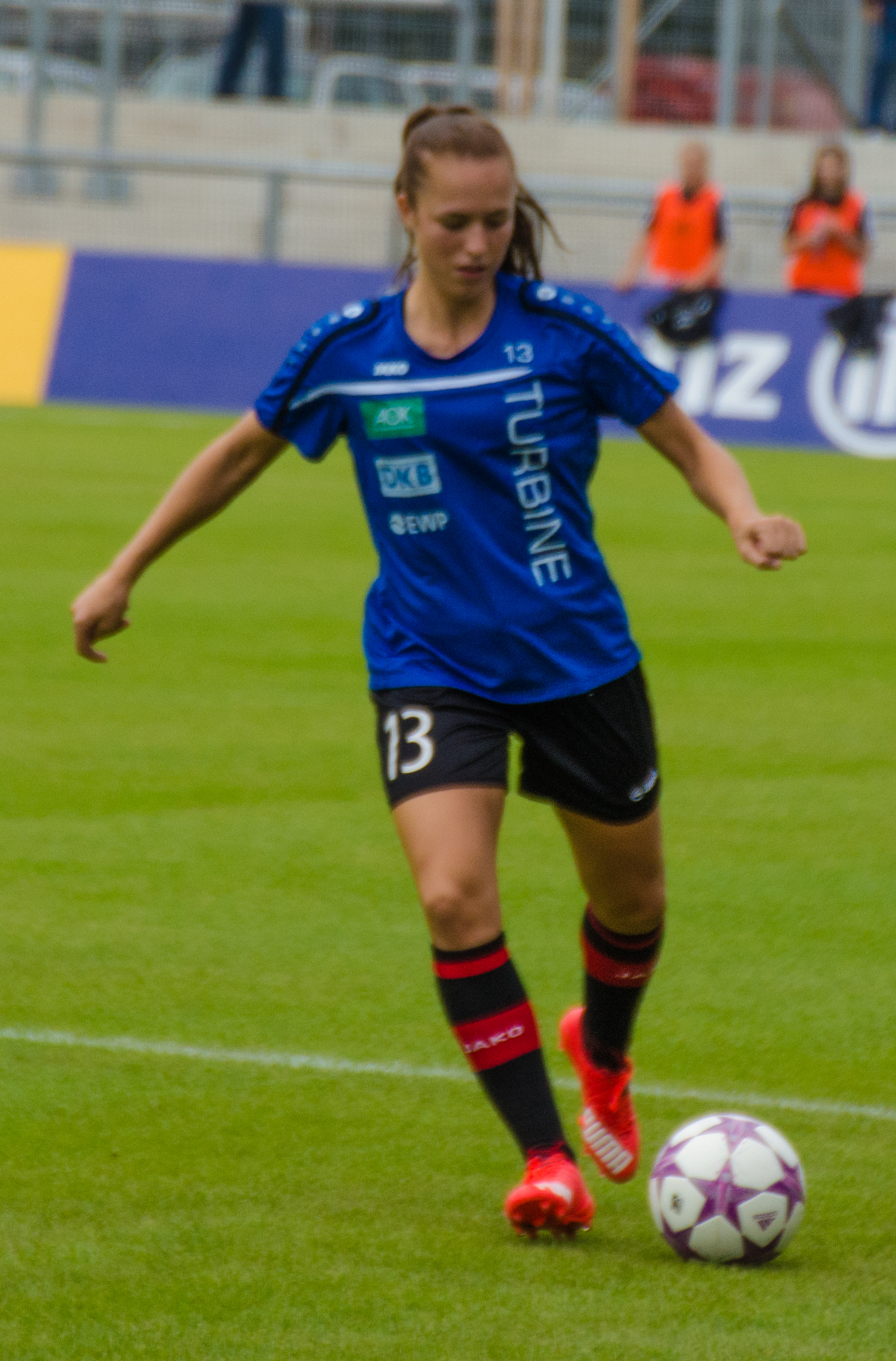
Wälti con la maglia del nel settembre 2015.

Nell'aprile del 2013 Wälti coglie l'opportunità per disputare il suo primo campionato all'estero, sottoscrivendo un contratto biennale con il Turbine Potsdam per disputare, da luglio, con le sei volte campionesse di Germania nonché due volte campionesse d'Europa la stagione entrante. Il tecnico Bernd Schroder la impiega fin dalla 1ª giornata di campionato, facendo il suo debutto in Frauen-Bundesliga, il livello di vertice del campionato tedesco, l'8 settembre 2013, scesa titolare nell'incontro pareggiato per 1-1 con le avversarie dello Jena. Alla sua prima stagione con il club di Potsdam condivide con le compagne prestazioni d'alta classifica, con la squadra che termina al 3º posto in Frauen-Bundesliga, per lei 19 presenze, e giunge in semifinale di Champions League, saltando solo gli incontri dei sedicesimi di finale con le estoni del Pärnu JK, mentre in Coppa viene eliminata già al 2º turno dall'SGS Essen, squadra che disputerà poi, perdendola, la finale.
Per il suo primo gol deve attendere la stagione successiva, il 31 agosto 2014, siglando al 34' la rete del parziale 2-0 nell'incontro della 1ª giornata di campionato vinto poi per 4-0 con l'Herforder. In questa stagione la squadra mantiene la propria competitività terminando al 4º posto in Frauen-Bundesliga e giungendo a disputare la finale di Coppa, vinta poi dal Wolfsburg al suo 2º titolo. Wälti, che nell'aprile 2014 si accorda con la società per una proroga del contratto fino al 2016, matura 20 presenze in campionato, siglando 2 reti, alle quali si aggiungono 5 presenze in Coppa di Germania.
In tutto Wälti rimane legata alla società per 5 stagioni, collezionando come migliore prestazione in Frauen-Bundesliga due terzi posti, nei campionati 2013-2014 e 2016-2017, una finale di Coppa di Germania, quella del 2015, e la semifinale di Champions League 2013-2014, con 2 reti siglate alle italiane della Torres.

### Nazionale
Wälti inizia ad essere convocata dalla Federcalcio svizzera (ASF-SFV) nel 2008, chiamata dal tecnico della formazione Under-17 Walter Späni in occasione della doppia amichevole del 26 e 28 agosto con il Belgio e scendendo in campo da titolare in entrambi gli incontri, per poi inserirla in rosa con la squadra che affronta le qualificazioni all'Europeo di categoria 2009, il secondo organizzato dalla UEFA e che in quell'occasione si è svolto in Svizzera, al Centre sportif de Colovray di Nyon. Fa il suo debutto in un torneo ufficiale UEFA il 18 ottobre, nell'incontro vinto per 6-0 sulla Bielorussia nella prima fase di qualificazione, dove nel corso della quale sigla la sua prima rete in maglia rossocrociata, quella che al 56' fissa il risultato sul 2-0 con le pari età della Scozia. Dopo aver marcato 4 presenze in altre amichevoli, gioca anche le altre 3 partite della seconda fase, dove la sua nazionale dopo aver superato Ungheria (1-0) e Russia (2-1) viene battuta 6-0 dalla Germania che le nega così l'accesso alla fase finale.
Del 2011 è la prima convocazione nella nazionale maggiore, chiamata dal commissario tecnico Béatrice von Siebenthal, da poco diciottenne, in occasione dell'amichevole del 21 agosto persa 5-0 con la Scozia, e dove fa il suo esordio da titolare.

## Statistiche

### Presenze e reti nei club
Statistiche aggiornate al 1° giugno 2025.
| Stagione               | Squadra                | Campionato             | Campionato | Campionato | Coppe nazionali | Coppe nazionali | Coppe nazionali | Coppe internazionali | Coppe internazionali | Coppe internazionali | Altre coppe | Altre coppe | Altre coppe | Totale | Totale |
| Stagione               | Squadra                | Comp                   | Pres       | Reti       | Comp            | Pres            | Reti            | Comp                 | Pres                 | Reti                 | Comp        | Pres        | Reti        | Pres   | Reti   |
| ---------------------- | ---------------------- | ---------------------- | ---------- | ---------- | --------------- | --------------- | --------------- | -------------------- | -------------------- | -------------------- | ----------- | ----------- | ----------- | ------ | ------ |
| 2013-2014              | Turbine Potsdam        | BL                     | 19         | 0          | CG              | 1               | 0               | UWCL                 | 6                    | 2                    |             | -           | -           | 26     | 2      |
| 2014-2015              | Turbine Potsdam        | BL                     | 20         | 2          | CG              | 5               | 0               | -                    | -                    | -                    |             | -           | -           | 25     | 2      |
| 2015-2016              | Turbine Potsdam        | BL                     | 22         | 3          | CG              | 3               | 0               | -                    | -                    | -                    |             | -           | -           | 25     | 3      |
| 2016-2017              | Turbine Potsdam        | BL                     | 15         | 2          | CG              | -               | -               | -                    | -                    | -                    |             | -           | -           | 6      | 1      |
| 2017-2018              | Turbine Potsdam        | BL                     | 21         | 0          | CG              | 3               | 0               | -                    | -                    | -                    |             | -           | -           | 24     | 0      |
| Totale Turbine Potsdam | Totale Turbine Potsdam | Totale Turbine Potsdam | 97         | 7          | -               | 12              | 0               | -                    | 6                    | 2                    | -           | -           | -           | 115    | 9      |
| 2018-2019              | Arsenal                | WSL                    | 12         | 0          | WC              | 5               | 0               | -                    | -                    | -                    | WSLC        | ?           | ?           | 17+    | 0+     |
| 2019-2020              | Arsenal                | WSL                    | 10         | 0          | WC              | 6               | 0               | UWCL                 | 4                    | 0                    | WSLC        | ?           | ?           | 20+    | 0+     |
| 2020-2021              | Arsenal                | WSL                    | 20         | 0          | WC              | 4               | 0               | -                    | -                    | -                    | WSLC        | 1           | 0           | 25     | 0      |
| 2021-2022              | Arsenal                | WSL                    | 20         | 0          | WC              | 3               | 0               | UWCL                 | 8                    | 0                    | WSLC        | -           | -           | 31     | 0      |
| 2022-2023              | Arsenal                | WSL                    | 18         | 1          | WC              | 1               | 0               | UWCL                 | 11                   | 0                    | WSLC        | 1           | 0           | 31     | 1      |
| 2023-2024              | Arsenal                | WSL                    | 15         | 0          | WC              | 2               | 1               | UWCL                 | 2                    | 0                    | WSLC        | 3           | 0           | 22     | 1      |
| 2024-2025              | Arsenal                | WSL                    | 18         | 0          | WC              | 3               | 0               | UWCL                 | 10                   | 1                    | WSLC        | 2           | 0           | 33     | 1      |
| Totale Arsenal         | Totale Arsenal         | Totale Arsenal         | 113        | 1          | -               | 24              | 1               | -                    | 35                   | 1                    | -           | 6+          | 0+          | 179+   | 2+     |
| Totale carriera        | Totale carriera        | Totale carriera        | 210        | 8          | -               | 36              | 1               | -                    | 41                   | 3                    | -           | 6+          | 0+          | 261+   | 11+    |

### Cronologia presenze e reti in nazionale
| Cronologia completa delle presenze e delle reti in nazionale ― Svizzera under 17 | Cronologia completa delle presenze e delle reti in nazionale ― Svizzera under 17 | Cronologia completa delle presenze e delle reti in nazionale ― Svizzera under 17 | Cronologia completa delle presenze e delle reti in nazionale ― Svizzera under 17 | Cronologia completa delle presenze e delle reti in nazionale ― Svizzera under 17 | Cronologia completa delle presenze e delle reti in nazionale ― Svizzera under 17 | Cronologia completa delle presenze e delle reti in nazionale ― Svizzera under 17 | Cronologia completa delle presenze e delle reti in nazionale ― Svizzera under 17 |
| Data                                                                             | Città                                                                            | In casa                                                                          | Risultato                                                                        | Ospiti                                                                           | Competizione                                                                     | Reti                                                                             | Note                                                                             |
| -------------------------------------------------------------------------------- | -------------------------------------------------------------------------------- | -------------------------------------------------------------------------------- | -------------------------------------------------------------------------------- | -------------------------------------------------------------------------------- | -------------------------------------------------------------------------------- | -------------------------------------------------------------------------------- | -------------------------------------------------------------------------------- |
| 26-8-2008                                                                        | Blegny                                                                           | Belgio under 17                                                                  | 0 – 2                                                                            | Svizzera under 17                                                                | Amichevole                                                                       | -                                                                                |                                                                                  |
| 28-8-2008                                                                        | Blegny                                                                           | Belgio under 17                                                                  | 1 – 3                                                                            | Svizzera under 17                                                                | Amichevole                                                                       | -                                                                                |                                                                                  |
| 18-10-2008                                                                       | Minsk                                                                            | Bielorussia under 17                                                             | 0 – 6                                                                            | Svizzera under 17                                                                | Qual. Europeo under 17 2009                                                      | -                                                                                |                                                                                  |
| 20-10-2008                                                                       | Minsk                                                                            | Svizzera under 17                                                                | 3 – 0                                                                            | Israele under 17                                                                 | Qual. Europeo under 17 2009                                                      | -                                                                                |                                                                                  |
| 20-10-2008                                                                       | Minsk                                                                            | Scozia under 17                                                                  | 0 – 2                                                                            | Svizzera under 17                                                                | Qual. Europeo under 17 2009                                                      | 1                                                                                |                                                                                  |
| Totale                                                                           |                                                                                  | Presenze                                                                         | 5                                                                                |                                                                                  | Reti                                                                             | 1                                                                                |                                                                                  |

## Palmarès

### Club

#### Competizioni nazionali
- Campionato inglese: 1

Arsenal: 2018-2019
- Campionato svizzero: 1

Young Boys: 2010-2011
- FA Women's League Cup: 2

Arsenal: 2022-2023, 2023-2024

#### Competizioni internazionali
- UEFA Women's Champions League: 1

Arsenal: 2024-2025

### Nazionale
- Cyprus Cup: 1

2017